# Siphloplecton speciosum
Siphloplecton speciosum är en dagsländeart som beskrevs av Jay R. Traver 1932. Siphloplecton speciosum ingår i släktet Siphloplecton och familjen Metretopodidae. Inga underarter finns listade i Catalogue of Life.